# ستيوارت كون
ستيوارت كون (بالإنجليزية: Stuart Conn)‏ هو لاعب اتحاد الرغبي نيوزيلندي، ولد في 11 مارس 1953 في واكتاني ‏ في نيوزيلندا.